# Roaring Lion
Roaring Lion (2015-2019) est un cheval de course pur-sang anglais, participant aux courses de plat. Propriété de Qatar Racing Ltd,, il est entrainé au Royaume-Uni par John Gosden et monté par le jockey Oisin Murphy.

## Carrière

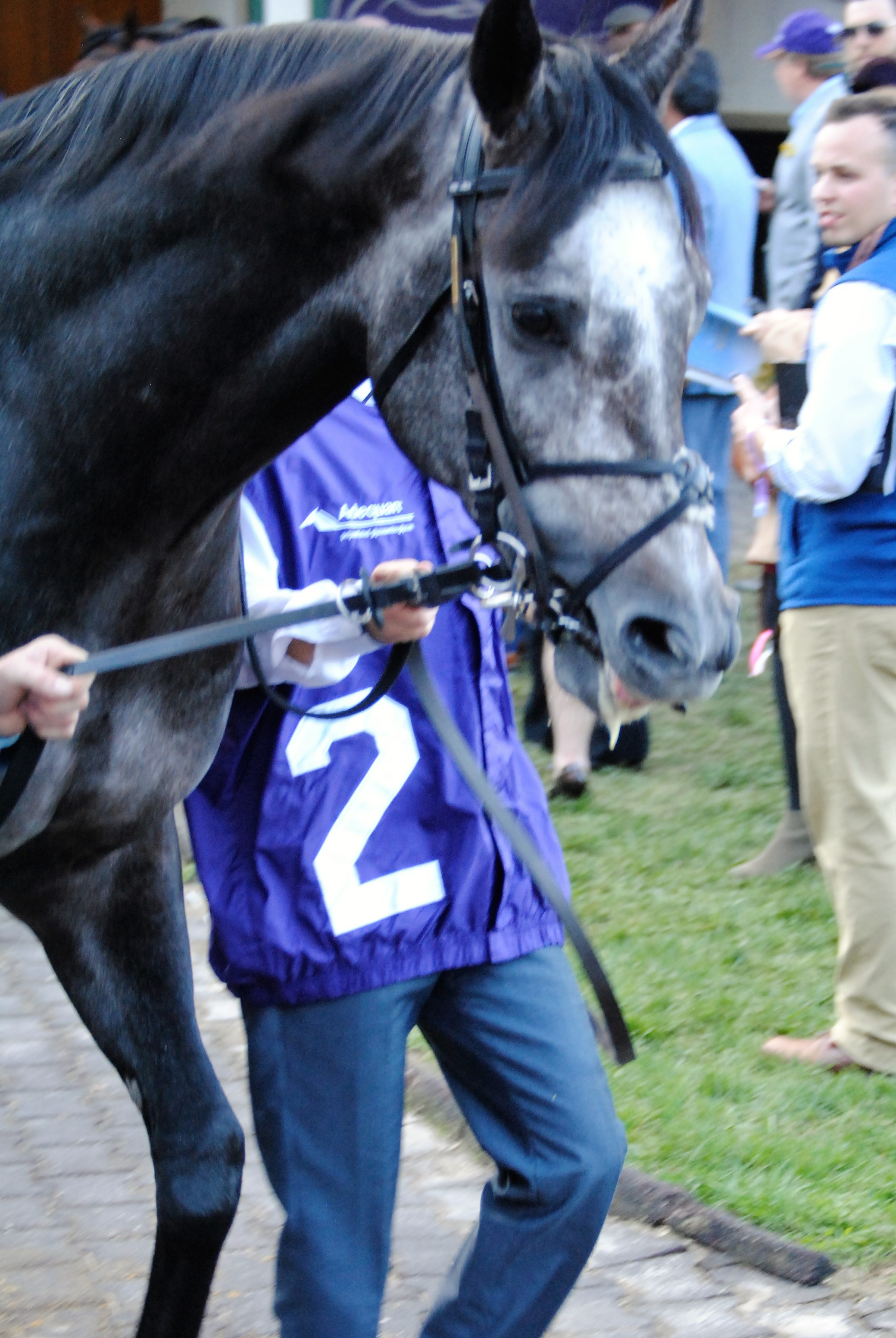
Roaring Lion à la Breeders' Cup 2018

Roaring Lion, de naissance américaine, passe en septembre 2016 sur le ring des ventes de yearlings de Keeneland où il est acquis pour $ 180 000 et envoyé en Angleterre pour s'y produire sous les couleurs de Qatar Racing Ltd et l'entraînement de John Gosden. Il fait ses débuts à deux ans le 18 août à Newmarket dans un maiden qu'il remporte, avant de confirmer sur la piste en sable fibrée de Kempton trois semaines plus tard. Sa première apparition au haut niveau se solde par une victoire dans les Royal Lodge Stakes, un groupe 2 disputé à Newmarket. Le 28 octobre, dans le Racing Post Tropjy, il est battu de justesse par celui qui sera son principal rival à l'avenir, l'Irlandais Saxon Warrior. Raoring Lion termine l'année avec le troisième rating européen chez les 2 ans, derrière les deux Coolmore US Navy Flag et Saxon Warrior. 
L'un des poulains les plus en vue pour les classiques du printemps, Roaring Lion refroit quelque peu les attentes lors de sa rentrée en 2018, terminant certes troisième des Craven Stakes, mais à plus de 9 longueurs derrière Masar, le futur lauréat du Derby d'Epsom. Et dans les 2000 Guinées, il ne peut faire mieux que se mêler à la lutte finale, avec à la clé une cinquième place. Cependant, il se rachète deux semaines plus tard dans les Dante Stakes, la principale préparatoire au Derby, qu'il s'adjuge brillamment. Dans le Derby de Masar, il termine bon troisième, sans doute un peu limité en tenue, juste devant Saxon Warrior.  
Mais le meilleur est à venir. De retour sur des distances intermédiaires, autour des 2 000 mètres, qui lui conviennent mieux, il remporte son premier groupe 1 dans les Eclipse Stakes, une encolure devant Saxon Warrior. Masar ayant disparu de la circulation, Roaring Lion s'affirme alors comme le numéro 1 de sa génération. Il enchaîne par une victoire dans les International Stakes en août, puis en septembre défait son vieux copain Saxon Warrior à l'arrivée des Irish Champion Stakes. Sa saison européenne s'achève par un retour sur le mile des Queen Elizabeth II Stakes à Ascot, alors que les 2 000 mètres des Champion Stakes lui tendent les bras. Mais le poulain n'en est guère perturbé et ajoute une nouvelle victoire à son palmarès, et surtout un quatrième groupe 1 d'affilée, un exploit rare. Les adieux de Roaring Lion prennent l'alllure d'un retour au pays natal puisqu'il est envoyé à Churchill Downs pour la Breeders' Cup. Et, plutôt que de courir le Breeders' Cup Mile sur le gazon, il se présente au départ du Breeders' Cup Classic sur le dirt, ses origines purement américaines le prédisposant, il est vrai, à briller dans une telle épreuve. Mais Roaring Lion manque sa course et son jockey n'insiste pas.     
Reste qu'en Europe Roaring Lion aura été le poulain le plus régulier de l'année, et que ses quatre victoires de groupe 1 consécutives méritent une distinction : il est donc élu cheval de l'année en Europe et meilleur 3 ans, et son rating de 127, décroché dans les International Stakes fait de lui le meilleur 3 ans du monde.     

### Résumé de carrière
| Date         | Hippodrome      | Pays        | Course                    | Distance    | Statut      | Jockey      | Place       | Écart       | Vainqueur ou deuxième | Temps       |
| 2017, 2 ans  | 2017, 2 ans     | 2017, 2 ans | 2017, 2 ans               | 2017, 2 ans | 2017, 2 ans | 2017, 2 ans | 2017, 2 ans | 2017, 2 ans | 2017, 2 ans           | 2017, 2 ans |
| ------------ | --------------- | ----------- | ------------------------- | ----------- | ----------- | ----------- | ----------- | ----------- | --------------------- | ----------- |
| 18 août      | Newmarket       | Royaume-Uni | Novice Stakes             | 1 600 m     |             | H. Bentley  | 1er / 10    | 1 ¾         | Abandon Ship          | 1'43"37     |
| 8 septembre  | Kempton         | Royaume-Uni | Novice Stakes             | 1 600 m     |             | O. Murphy   | 1er / 11    | 6           | Compliance            | 1'40"38     |
| 30 septembre | Newmarket       | Royaume-Uni | Royal Lodge Stakes        | 1 800 m     | Gr. 2       | O. Murphy   | 1er / 5     | enc.        | Nelson                | 1'39"56     |
| 28 octobre   | Doncaster       | Royaume-Uni | Racing Post Trophy        | 1 600 m     | Gr. 1       | O. Murphy   | 2e / 12     | enc.        | Saxon Warrior         | 1'40"12     |
| 2018, 3 ans  |                 |             |                           |             |             |             |             |             |                       |             |
| 19 avril     | Newmarket       | Royaume-Uni | Craven Stakes             | 1 600 m     | Gr. 1       | O. Murphy   | 3e / 6      | 9 ¼         | Masar                 | 1'38"15     |
| 5 mai        | Newmarket       | Royaume-Uni | 2000 Guinées              | 1 600 m     | Gr. 1       | O. Murphy   | 5e / 14     | 2 ½         | Saxon Warrior         | 1'36"55     |
| 20 octobre   | York            | Royaume-Uni | Dante Stakes              | 2 100 m     | Gr. 2       | O. Murphy   | 1er / 9     | 4 ½         | Mildenberger          | 2'09"79     |
| 2 juin       | Epsom           | Royaume-Uni | Derby                     | 2 400 m     | Gr. 1       | O. Murphy   | 3e / 12     | 2           | Masar                 | 2'34"93     |
| 7 juillet    | Sandown         | Royaume-Uni | Eclipse Stakes            | 2 000 m     | Gr. 1       | O. Murphy   | 1er / 7     | enc.        | Saxon Warrior         | 2'04"04     |
| 22 août      | York            | Royaume-Uni | International Stakes      | 2 080 m     | Gr. 1       | O. Murphy   | 1er / 8     | 3 ¼         | Poet's Word           | 2'07"70     |
| 15 septembre | Leopardstown    | Irlande     | Irish Champion Stakes     | 2 000 m     | Gr. 1       | O. Murphy   | 1er / 7     | enc.        | Saxon Warrior         | 2'07"21     |
| 20 octobre   | Ascot           | Royaume-Uni | Queen Elizabeth II Stakes | 1 600 m     | Gr. 1       | O. Murphy   | 1er / 13    | enc.        | I Can Fly             | 1'42"48     |
| 7 novembre   | Churchill Downs | États-Unis  | Breeders' Cup Classic     | 2 000 m     | Gr. 1       | O. Murphy   | 14e / 14    | 61          | Accelerate            | 2'02"93     |

## Au haras
Roaring Lion devient étalon à Tweenhills Stud, dans le Gloucestershire, au tarif de £ 40 000 la saillie, ses prestations en piste et ses origines atypiques en Europe laissant beaucoup d'espoir quant à sa nouvelle carrière. À l'issue de sa première saison de monte où il saillie 133 poulinières, il est envoyé en Nouvelle-Zélande pour la saison de monte austral. Mais peu après sa quarantaine, il est pris d'une violente crise de coliques, une pathologie souvent fatale pour les chevaux. Après deux opérations il survit mais récidive peu après et meurt le 23 août. Dans sa seule génération en piste, on compte un vainqueur de groupe 1, Dubaï Mile, vainqueur du Critérium de Saint-Cloud.  

## Origines
Roaring Lion est un fils de Kitten's Joy, cheval d'âge de l'année sur le turf le 2004 (lauréat entre autres des Joe Hirsch Turf Classic Stakes), et l'un des meilleurs étalons américains, deux fois tête de liste, dont le prix de saillie a culminé à $ 100 000. Père d'une dizaine de lauréats de groupe 1, on lui doit notamment la championne Stephanie's Kitten (Breeders' Cup Juvenile Fillies Turf et du Breeders' Cup Filly and Mare Turf) et, en Europe, Kameko (2000 Guinées) ou Hawkbill (Eclipse Stakes, Dubaï Sheema Classic). Sa mère, Vionnet, était une bonne pouliche, classée troisième des Rodeo Drive Stakes (Gr.1) et se réclame d'une bonne famille puisqu'elle est la sœur de Schiaparelli (par Ghostzapper) et de Moulin de Mougin (par Curlin), tous deux vainqueurs de groupe 2. La deuxième mère, Camiocorsa, s'est quant à elle illustrée au niveau groupe 3. 

### Pedigree
| Origines de Roaring Lion (USA), mâle gris né en 2015 | Origines de Roaring Lion (USA), mâle gris né en 2015 | Origines de Roaring Lion (USA), mâle gris né en 2015 | Origines de Roaring Lion (USA), mâle gris né en 2015 |
| ---------------------------------------------------- | ---------------------------------------------------- | ---------------------------------------------------- | ---------------------------------------------------- |
| Père Kitten's Joy 2001                               | El Prado 1989                                        | Sadler's Wells                                       | Northern Dancer                                      |
| Père Kitten's Joy 2001                               | El Prado 1989                                        | Sadler's Wells                                       | Fairy Bridge                                         |
| Père Kitten's Joy 2001                               | El Prado 1989                                        | Lady Capulet                                         | Sir Ivor                                             |
| Père Kitten's Joy 2001                               | El Prado 1989                                        | Lady Capulet                                         | Cap and Bells                                        |
| Père Kitten's Joy 2001                               | Kitten's First 1991                                  | Lear Fan                                             | Roberto                                              |
| Père Kitten's Joy 2001                               | Kitten's First 1991                                  | Lear Fan                                             | Wac                                                  |
| Père Kitten's Joy 2001                               | Kitten's First 1991                                  | That's My Hon                                        | L'Enjoleur                                           |
| Père Kitten's Joy 2001                               | Kitten's First 1991                                  | That's My Hon                                        | One Lane                                             |
| Mère Vionnet 2009                                    | Street Sense 2004                                    | Street Cry                                           | Machiavellian                                        |
| Mère Vionnet 2009                                    | Street Sense 2004                                    | Street Cry                                           | Helen Street                                         |
| Mère Vionnet 2009                                    | Street Sense 2004                                    | Bedazzle                                             | Dixieland Band                                       |
| Mère Vionnet 2009                                    | Street Sense 2004                                    | Bedazzle                                             | Majestic Legend                                      |
| Mère Vionnet 2009                                    | Cambiocorsa 2002                                     | Avenue of Flags                                      | Seattle Slew                                         |
| Mère Vionnet 2009                                    | Cambiocorsa 2002                                     | Avenue of Flags                                      | Beautiful Glass                                      |
| Mère Vionnet 2009                                    | Cambiocorsa 2002                                     | Ultrafleet                                           | Afleet                                               |
| Mère Vionnet 2009                                    | Cambiocorsa 2002                                     | Ultrafleet                                           | Social Conduct (famille 9-f)                         |